# Duyên trời định (phim Thái Lan)
The Crown Princess (tiếng Thái: ลิขิตรัก, RTGS: Likit Ruk; tên tiếng Việt: Sứ mệnh và con tim / Duyên trời định / Yêu anh là điều không thể) là bộ phim truyền hình Thái Lan được phát sóng trên đài Channel 3 (CH3) Thái Lan từ ngày 14 tháng 5 đến ngày 19 tháng 6 năm 2018. Bộ phim có sự tham gia của Urassaya Sperbund và Nadech Kugimiya và Ann Thongprasom đóng vai trò là nhà sản xuất phim.
Bộ phim đứng thứ 6 trong top 10 bộ phim Thái Lan được tìm kiếm nhiều nhất trên Google Thái Lan năm 2018 và đứng thứ 4 trong top 40 bộ phim truyền hình châu Á phổ biến nhất trong năm 2018.
Bộ phim được HTV2 mua bản quyền với tựa đề Yêu anh là điều không thể phát sóng từ ngày 21 tháng 9 năm 2019.

## Tóm tắt nội dung
Alice (Urassaya Sperbund) là một công chúa của một vương quốc nhỏ có tên là Hrysos. Ở Alice, sự thanh lịch, nhã nhặn toát ra từ y phục, cử chỉ, điệu bộ và phẩm chất của một nàng công chúa. Cô sở hữu gương mặt xinh đẹp thoát tục và đôi mắt đẹp cá tính. Alice là người kế vị thứ nhất của Hrysos. Cha cô là thái tử Charles, mẹ là công chúa Natalie. Họ đã qua đời khi cô còn nhỏ.
Công chúa Alice kiên cường, mạnh mẽ, không dễ dàng bỏ cuộc và tin vào lẽ phải. Ngoài ra cô không dễ tin tưởng ai vì biết rõ có đầy rẫy kẻ thù muốn hãm hại mình. Từ nhỏ, cô đã được học cách sử dụng vũ khí, tự vệ và thông thạo nhiều ngôn ngữ. Thế nhưng ít ai biết được, ẩn sâu trong vẻ ngoài mạnh mẽ, tự tin lại là một cô gái yếu đuối, mỏng manh. Alice cũng là một nàng công chúa có trái tim ấm áp, giàu lòng yêu thương và cô cũng muốn có một bờ vai để dựa vào, muốn là cả thế giới trong vòng tay ai.
Còn chàng là Davin (Nadech Kugimiya), một người lính đầy bản lĩnh, một chàng trai mạnh mẽ. Anh sẽ cùng Alice tạo nên chuyện tình đẹp như mơ giữa chàng cận vệ và công chúa. Davin là trung sĩ của Bộ Tư lệnh Hải quân, nhưng anh đã được điều sang Trung tâm chống khủng bố Quốc tế. Sự thông minh, tính cương trực, quyết đoán ánh lên từ trong con mắt của chàng trai này. Đặc biệt, Davin có giọng nói cực gợi cảm. Cô gái nào nghe anh nói đều sẽ cảm thấy tan chảy trái tim. Anh là con trai duy nhất của Decha và trung úy Savanee, nhưng họ đã ly dị. Có lẽ những ký ức buồn của gia đình đã khiến trái tim Davin tổn thương. Anh không muốn yêu ai và cố gắng trở thành người lính giỏi.
Về phía Alice, sau khi được sắc phong công chúa, cô gặp nhiều nguy hiểm. Để an toàn trước tình hình chính trị rối loạn, Alice được đưa sang Thái Lan trú ẩn. Davin được giao trọng trách hộ vệ nàng công chúa xinh đẹp.

## Diễn viên
| Diễn viên                  | Nhân vật                                                                |
| -------------------------- | ----------------------------------------------------------------------- |
| Urassaya Sperbund          | Công chúa Alice Madeleine Thereza Phillipe / Naree Singjun-Samuthyakorn |
| Nadech Kugimiya            | Thiếu tá hải quân Dawin Samuthyakorn                                    |
| Sara Legge                 | Công chúa Catherine "Kate" William Ann Phillipe                         |
| Intad Leowrakwong          | Hoàng tử Alan Aaron Mark Andre Phillipe                                 |
| Khunnarong Prathetrat      | Thiếu úy không quân Ratchata "Hin" Janenapa                             |
| Nattasha Bunprachom        | Thiếu úy Danika "Paen" Samuthyakorn - người bảo vệ Alan                 |
| Nirut Sirijanya            | Vua Henry Antoine Phillipe of Hrysos - ông của Alice và Alan            |
| Nithichai Yotamornsunthorn | Trung úy hải quân Pakorn "Kan" Chanchit                                 |
| Natthapong Chartpong       | Thiéu úy hải quan Lopboon "Ling" Jitdeva                                |
| Jakkrit Ammarat            | General Sakchaiara Legge                                                |
| Parisaya Jaronetisat       | JC - người bảo vệ Alice                                                 |
| Teerapong Leowrakwong      | Hoàng tử Andre Phillipe - cha Alan, bác Alice                           |
| Cindy Bishop               | Công chúa Mona - mẹ Alan, vợ Hoàng tử Andre                             |
| Yanin Vismitananda         | Petra - người bảo vệ Alice                                              |
| Matthew Deane Chanthavanij | Hoàng tử William "Wil"                                                  |
| Peter Corp Dyrendal        | Haedeth - người được Kate thuê hại chết Alice                           |
| Areeya Chumsai             | Maj.Gen. Sawanee Samuthyakorn - mẹ Davin                                |
| Sakuntala Thianphairot     | Prie - vợ của Lopboon                                                   |
| Jaidee Deedeedee           | vợ của Sakchaiara                                                       |
| Byron Bishop               | Decha Samuthyakorn - bố Dawin                                           |
| Kanut Rojanai              | Dom                                                                     |
| Sasha Christensen          | Công chúa                                                               |
| Sriphan Chunechomboon      | Người bảo vệ Sawanee                                                    |
| Pitchapa Phanthumchinda    | Mutmee                                                                  |
| Kathaleeya McIntosh        | Công chúa Natalie - mẹ Alice                                            |
| Passorn Boonyakiart        | -                                                                       |
| Myria Benedetti            | -                                                                       |
| Ann Thongprasom            | -                                                                       |
| Ryan Jett                  | -                                                                       |
| Jason Young                | -                                                                       |

## Rating
Chữ màu xanh thể hiện rating thấp nhất, chữ màu đỏ thể hiện rating cao nhất.
| Tập        | Ngày phát sóng | Tựa tiếng Anh              | AGB Nielsen | AGB Nielsen | AGB Nielsen | AGB Nielsen |
| Tập        | Ngày phát sóng | Tựa tiếng Anh              | Quốc gia    | Bangkok     | Thành thị   | Nông thôn   |
| ---------- | -------------- | -------------------------- | ----------- | ----------- | ----------- | ----------- |
| 1          | 14-05-2018     | Fire, Feud, Fury           | 4.7         | 7.3         | 6.0         | 3.7         |
| 2          | 15-05-2018     | Adapt or Die               | 5.1         | 7.2         | 6.1         | 4.2         |
| 3          | 21-05-2018     | A Man's Woman              | 4.8         | 6.9         | 6.5         | 3.6         |
| 4          | 22-05-2018     | Duty or Love               | 4.5         | 6.6         | 5.2         | 3.7         |
| 5          | 28-05-2018     | Best Friend                | 4.2         | 6.9         | 5.5         | 3.1         |
| 6          | 29-05-2018     | Fugitive                   | 4.0         | 6.3         | 5.1         | 3.1         |
| 7          | 04-06-2018     | Time Is Up                 | 4.3         | 6.1         | 5.2         | 3.5         |
| 8          | 05-06-2018     | Compensation               | 4.5         | 6.2         | 6.2         | 3.5         |
| 9          | 11-06-2018     | Shadow of the Crown        | 4.6         | 6.8         | 6.0         | 3.6         |
| 10         | 12-06-2018     | The Proof of Love          | 5.1         | 7.2         | 6.4         | 4.1         |
| 11         | 18-06-2018     | Choice and Decision        | 5.0         | 5.6         | 6.8         | 4.2         |
| 12         | 19-06-2018     | The Crown Princess - Final | 6.2         | 7.0         | 7.7         | 5.4         |
| Trung bình | Trung bình     | Trung bình                 | 4.7         | 6.7         | 6.1         | 3.8         |

## Nhạc phim
- หน้าที่กับหัวใจ / Nah Tee Gub Hua Jai (Sứ mệnh và con tim) Thể hiện bởi: Nadech Kugimiya và Mutmee Pimdao (nhạc dạo)
- ระยะห่าง (Khoảng cách) Thể hiện bởi: Max Jenmana (nhạc kết)
- รักในใจ Thể hiện bởi: Suparuj Techatanon

## Phát sóng quốc tế
| Quốc gia    | Ngày phát sóng    | Kênh        |
| ----------- | ----------------- | ----------- |
| Philippines | 8/4 - 23/5/2019   | GMA Network |
| Việt Nam    | Từ ngày 21/9/2019 | HTV2        |